# Анонимное общество Государево-Байракских каменноугольных копей, рудников и заводов
Анонимное общество Государево-Байракских каменноугольных копей, рудников и заводов возникло в 1899 г., когда группа предпринимателей-бельгийцев перекупила существовавшее с 1895 г. Государево-Байракское Товарищество, учредителями которого выступали русский политический и земский деятель, крупный помещик и предприниматель, член Государственного совета Российской империи Н. Н. Глебов, владелец доломитного завода при станции Никитовка К. Ф. Медвенский, и горный инженер Л. Г. Рабинович. В 1897 г. это Товарищество на приобретенном у крестьян села Государев Байрак (ныне г. Горловка Донецкой обл., Украина) участке земли построило и ввело в строй шахту Святого Андрея. Так возник Государево-Байракский рудник.
Впоследствии Обществом Государево-Байракских каменноугольных копей, рудников и заводов было построено еще несколько шахт.
В справочнике «По Екатерининской железной дороге» за 1912 год сообщается:

Углеподъемных шахт три: шахта Святого Андрея № 1 c вентиляционной № 20 глубиною 150 саженей с производительностью до 75000 пудов в сутки, «Наклонная шахта» глубиною 50 саженей с производительностью до 5000 пудов в сутки и новая шахта глубиною до 50 саженей. На руднике занято служащих: инженеров — 2, штейгеров (горных мастеров) — 5 и прочих — 43 человека, рабочих в среднем около 1200 человек.
Для размещения работающих на шахтах Государево-Байракского рудника шахтеров и обслуживающего персонала был выстроен одноименный поселок. Как сказано в документе того времени: «Для нужд служащих имеется колония, состоящая из 18 домов с числом квартир 18. Для рабочих при шахте имеется другая колония из 100 семейных домов. Имеется больница на 20 кроватей при 1 враче, 3 фельдшерах, школа на 130 учащихся при 4 учителях, баня на 100 человек». В 1909 году на руднике было добыто 14 млн. 185 тыс. пудов угля, а в 1913 году — 16 млн. 810 тыс. пудов.
Имущество Государево-Байракского общества, наряду с имуществом прочих подобного рода объединений, объявлено государственной собственностью на основании Декрета СНК от 28 июня 1918 г. О национализации акционерных обществ.
В 1930 г. Государево-Байракский рудник был переименован в существующую поныне шахту им. М. И. Калинина.